# Euphorbia articulata
Euphorbia articulata är en törelväxtart som beskrevs av Johannes Burman. Euphorbia articulata ingår i släktet törlar, och familjen törelväxter. Inga underarter finns listade i Catalogue of Life.